# 5401 Minamioda
Az 5401 Minamioda (ideiglenes jelöléssel 1989 EV) a Naprendszer kisbolygóövében található aszteroida. Nomura T., Kawanishi K. fedezte fel 1989. március 6-án.